# インジェニコ・グループ

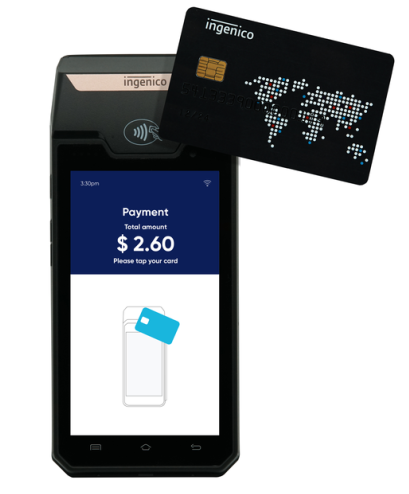
Ingenico AXIUM DX4000

インジェニコ・グループ（フランス語: Ingenico Group S.A.）は、フランス・パリに本拠を置く、世界最大の電子決済端末メーカー。世界80カ国以上に拠点を設け、170カ国以上で製品を販売する。日本法人はIngenico Japan株式会社。現在はワールドラインの傘下にある。

## 沿革
1980年、Jean-Jacques PoutrelとMichel Malhouitreにより設立された。POSシステム機器の開発により成長し、1984年、最初のICカード決済端末をリリース、1985年にパリ証券取引所（現在のユーロネクスト・パリ）に上場、1987年、オーストラリアに太平洋地域拠点を設けた。1998年から1999年にかけて、欧州同業大手のDe La Rue S.A.とBull S.A.（現在はアトスにより買収）からそれぞれ端末事業を買収し、また2001年4月、アメリカ合衆国のNASDAQ上場大手IVI Checkmate Corporationを買収し世界大手に躍進、2008年にサフラングループから端末部門を買収し世界首位に浮上、また同年6月、中国の福建聯廸商用設備有限公司（Fujian LANDI）の株式の過半数を買収し傘下とした。2012年3月、ロシアのArcomを買収し、2013年1月、ベルギーの決済サービスプロバイダOgoneを買収した。
2014年、組織改編を行い、インジェニコ・グループを設立、スマートターミナル、ペイメントサービス、モバイルソリューションの3部門制となった。同年9月、オランダのGlobalCollect B.V.（日本法人はGlobal Collect Services Japan K.K.）を買収し傘下とした。
2020年2月、電子決済プラットフォーム開発企業のワールドラインが、インジェニコ・グループの買収を発表、同年10月28日より同社の傘下となった。

## 日本法人
日本法人の前身は、ブロードバンドタワーの子会社のLyudia（株式会社ルディア）であった。同社は2013年12月、インジェニコの日本国内総代理店となったが、2016年4月、インジェニコ・グループがルディアの株式の70％を買収し子会社化（ブロードバンドタワーは30％を保持）、2017年3月「Ingenico Japan株式会社」へと社名変更を行った。東京（虎ノ門）にオフィスを置き、スマートフォン決済からデスクトップ型端末、端末管理システムに至るサービスを提供している。日本デビットカード推進協議会員、日本マルチペイメントネットワーク推進協議会員企業である。